# Un studio în căutarea unei vedete
Un studio în căutarea unei vedete este un film românesc din 1989 regizat de Nicolae Corjos. Rolurile principale au fost interpretate de actorii Mihaela Teleoacă, Lucian Nuță și Emil Hossu.

## Distribuție
Distribuția filmului este alcătuită din:
- Mihaela Teleoacă — cascadoarea Marina / Marin (menționată Mihaela Telea)
- Lucian Nuță — cascadorul șef Radu
- Emil Hossu — regizorul de film
- Mihai Mereuță — nea Pavel, electricianul
- Dorina Lazăr — costumiera Filofteea („tanti Fifi”)
- Cezara Dafinescu — actrița
- Dan Puric — Dan, asistentul regizorului
- Vasile Muraru — cascadorul Gabi, profesor de educație fizică
- Magda Catone — „Sfinxul”, secretara regizorului
- Florentin Dușe — cascadorul Polux Coacăză, proiectant
- Florin Chiriac — cascadorul Costel, operator mașini de calcul
- Florin Piersic junior — matematicianul Mircea, student
- Iulius Liptac — cascadorul Castor Coacăză, fratele lui Polux, proiectant
- Adrian Vîlcu — cascadorul nr. 7
- Cristian Șofron — cascadorul Viorel
- Mitică Popescu — regizorul dur
- Sebastian Papaiani — actorul comic
- Dan Condurache — actorul Dorin Pătrașcu
- Mihai Mălaimare — scenaristul
- Valentin Uritescu — paznicul
- Aristide Teică
- Dorina Urmaciu — secretara de platou
- Vasile Mihai Boghiță — directorul studioului
- Violeta Berbiuc
- Geanina Nițulescu
- Sandu Mihai Gruia — croitorul Cornel
- Costin Mărculescu — croitorul Sile
- Nicolae Dide — chelnerul
- Vasile Popa
- Adrian Pavlovschi
- Dragoș Ștefan
- Marian Toader
- Vasile Marcel
- Daniel Pisleagă
- Ionel Luca
- George Olteanu

## Primire
Filmul a fost vizionat de 1.091.633 de spectatori în cinematografele din România, după cum atestă o situație a numărului de spectatori înregistrat de filmele românești de la data premierei și până la data de 31 decembrie 2014 alcătuită de Centrul Național al Cinematografiei.